# Згожелецкий договор
Згожелецкий договор, также Гёрлицкий договор — международный договор о границе между ГДР и Польшей был заключён 6 июля 1950 года представителями обеих стран в Згожелеце, современной польской части немецкого города Гёрлиц.
5 и 6 июня 1950 года правительственная делегация ГДР под руководством Вальтера Ульбрихта находилась в Польше и подписала вместе с польским правительством под руководством Юзефа Циранкевича декларацию о расположении границы между обеими странами. Подписание этой декларации происходило под нажимом Советского Союза. Описанная в декларации граница в общих чертах следовала проходу границы по Одеру — Нейсе.
Несмотря на ряд нерешённых проблем, эта граница месяцем позже была утверждена немецким правительством в Згожелецком договоре и восточнонемецкая сторона не возразила против деления нескольких немецких городов как Кюстрин, Франкфурт-на-Одере, Губен и Гёрлиц, и полной передачи городов Штеттин и Свинемюнде Польше.
Договор подвергался резкой критике со стороны Федеративной Республики Германии.